# Los Músicos de Su Alteza
Los Músicos de Su Alteza és un conjunt musical creat el 1992 que té com a objectiu la recuperació i difusió de les obres más destacables del patrimoni musical espanyol dels segles XVII y XVIII.
El conjunt "Los Músicos de su Alteza" es va fundar el 1992 per Luís Antonio González Marín i, a més d'aquest intèrpret i musicòleg que actua com a solista i director, agrupa a cantors i instrumentistes amb experiència en el repertori barroc espanyol i europeu com Eduardo Fenoll (violí), José Pizarro (tenor), Josep María Martí (guitarra), Olalla Alemán (soprano), Pablo Prieto (violí) i Pedro Reula (violí). El grup és considerat un grup de referència en la recuperació i interpretació de la música barroca, que s'ha ocupat de la investigació i reflexió sobre les fonts musicals i les condicions de la pràctica musical històrica, de l'ús d'instruments antics i de la tècnica vocal i instrumental. El seu repertori abasta també la música europea des Monteverdi fins al Classicisme vienès.
El grup ha actuat en nombrosos escenaris i en importants festivals internacionals com el Festival d'Ambronay, Festival International de Musiques Sacrées de Fribourg, Festival de musique baroque de Lió, Auditori Nacional de Música de Madrid, Festival de Música Antiga de Barcelona, Quinzena Musical Donostiarra, Auditori de Saragossa, Exposició Internacional de Saragossa de 2008, Festival d'Almagro, Festival de Música Antiga d'Aranjuez, Festival Internacional de Música antiga de Sevilla, Festival Internacional al Camí de Santiago, Setmana de Música Antiga d'Estella, Logronyo i Vitòria, Festival de Música antiga d'Úbeda i Baeza, Setmana Internacional de Música antiga de Gijón, etc.
Des de 2008 graven per al prestigiós segell francès Alpha. Els seus nombrosos enregistraments discogràfics han estat premiats amb diversos guardons (Diapason d'Or, Premi CD-Compact 2000, Muse d'Or, La Clef, Prelude Classical Music Awards 2010). El 2009 van rebre els premis Fundació Uncastillo i Defensor de Saragossa. El 2017 foren escollits com a orquestra resident de l'Auditori de Saragossa.
El grup és membre del GEMA, Associació de Grups Espanyols de Música Antiga i des del 1994 col·labora regularment amb el Departament de Musicologia del Consell Superior d'Investigacions Científiques a Barcelona.